# Christian Ludwig Brehm
Christian Ludwig Brehm (24. januar 1787 – 23. juni 1864) var en tysk præst og ornitolog. Han var far til Alfred Brehm.